# 放牧
放牧（ほうぼく）とは、家畜や競走馬を管理下に置きつつ閉鎖された建物に囲わずに飼うこと。ウシ、ウマ、ヒツジ、ヤギ、トナカイなどが放牧される。

## 家畜の放牧

### 放牧の目的
放牧の目的には、飼料コストの軽減、飼養管理の省力化、家畜の骨格・筋肉・消化器の強化、受胎率の向上などの目的がある。耕作放棄地の解消や獣害の防止のために実施されることもある。

### 放牧の形態
預託放牧
個々の農家ではなく公共牧場に預けて行われる放牧。
林間放牧(Silvopasture)
森林を経営する上で、幼齢木の森林の下草刈りを軽減するために放牧する行為。家畜の排泄物が肥料になるため一石二鳥となる。主に平坦な森林が多い欧州の森林で行われているが、日本でも傾斜地を含む森林内にウシの放牧を試みている農家もいる。
平飼い
平飼いとは、養豚や養鶏で家畜を管理下に置きつつ放し飼いにすること。家畜舎内、又は屋外において、家畜が床面（地面）を自由に運動できるようにして飼育する方法。法令で定められている国もあり、家畜の発育や健康の度合い、食肉の味が良くなるという利点もあるが、低密度な飼育から、その分生産コストもあがり、市場では高値になるといった欠点もある。
昼夜放牧
牛を昼間も夜間も放牧地に出し草を食べさせる（採食）。搾乳牛（乳牛のうち、乳を搾っている牛）は搾乳時は牛舎へ誘導し、必要に応じて補助飼料（穀類や貯蔵粗飼料）を給餌する｡近年、放牧地での新たな採食量の推定方法が検討されている。

## 競走馬の放牧

### 放牧による休養
競走馬を牧場に送り込み休養させることをいう。あくまでも、牧場の敷地内で休養させることなので本来の放し飼いという意味とは違う。
多くの場合、放牧は競走馬が故障を発症した際に行われる。また、一流の競走馬については厳寒期・厳冬期においてレース出走を避け、リフレッシュ休養のために放牧されることが多い。
レースとレースの間に、競走馬を管理する厩舎近辺の牧場に短期間放牧するケース（短期放牧）も多くみられる。
また、放牧への輸送の際の馬運車の費用は馬主の負担となる。

### 昼夜放牧
競走馬用に生産された若い馬を夜間屋外で飼育することによって鍛錬することをいう。具体的には午後屋内で餌を与えた後、翌朝まで屋外に放つ。

## 放牧の設備
放牧地
放牧は牧柵などで囲まれた放牧地で行われる。放牧地には耕作放棄地なども使用される。
飲水施設
放牧地で動物が水を飲むための施設。
日陰施設
放牧地に木陰が少ない場合に動物が暑さをしのぐための施設。
鉱塩台
放牧地で動物の塩分補給のために鉱塩や並塩を置く施設。
捕獲施設
害虫防除などのときに放牧中の動物を捕まえる施設（スタンチョンなど）。

## 問題点
- 乾燥帯周辺などで森林（植生）の回復能力を超える過放牧が行われると砂漠化が進行することがある[4]。